# Systaria cervina
Systaria cervina là một loài nhện trong họ Miturgidae.
Loài này thuộc chi Systaria. Systaria cervina được Eugène Simon miêu tả năm 1897.